# Chris Claremont
Chris Claremont (* 1950, Londýn, Anglie) je americký komiksový scenárista. Známý pro svou sedmnáctiletou scenáristickou práci na komiksu Uncanny X-Men u vydavatelství Marvel Comics.
Během své práce na komiksu X-Men spoluvytvořil mnoho známých charakterů, jako Rogue, Psylocke, Shadowcat, Phoenix, Mystique, Lady Mastermind, Emma Frost, Siryn, Jubilee, Rachel Summers, Madelyne Pryor, Sabretooth, Strong Guy, Mister Sinister, Gambit a Captain Britain. Také je autorem komerčně úspěšných dějových linií "The Dark Phoenix Saga" a "Days of Future Past". Jeho komiksový sešit X-Men #1 z roku 1991, který ilustroval Jim Lee je nejprodávanějším komiksovým sešitem historie.

## Česky vydané komiksy
Na českém trhu byly vydány následující komiksy se scénářem Chrise Claremonta:
- 2002 – Comicsové legendy #03: Wolverine #01 (s John Buscema).
- 2003 – Comicsové legendy #06: X-Men #01 (s Dave Cockrum).
- 2006 – Comicsové legendy #12: X-Men #02 (s John Byrne).
- 2008 – Comicsové legendy #16: X-Men #03 (s John Byrne).
- 2010 – Vetřelci vs. Predator Omnibus 2 (s Jackson Guice, příběh "Nejnebezpečnější ze všech druhů").
- 2012 – Comicsové legendy #22: X-Men #04 (s John Byrne).
- 2012 – Star Wars Omnibus: Před dávnými časy… 1 (s dalšími autory, jen jeden příběh).
- 2013 – Ultimátní komiksový komplet #02: Uncanny X-Men – Dark Phoenix (s John Byrne).
- 2013 – Ultimátní komiksový komplet #04: Wolverine (s Frank Miller a Paul Smith).
- 2015 – Ultimátní komiksový komplet #63: Uncanny X-Men – Druhá generace (s Len Wein a Dave Cockrum).
- 2016 – Ultimátní komiksový komplet #115: Iron Fist: Pátrání po Colleen Wingové, (s John Byrne)
- 2016 – Ultimátní komiksový komplet #118: Spider-Man: Marvel Team-Up, (s John Byrne)
- 2016 – Nejmocnější hrdinové Marvelu #08: Power Man, (s John Byrne, příběh Power Man a Iron Fist)
- 2017 – Ultimátní komiksový komplet #102: Marvel Počátky - 70. léta, (s dalšími umělci)
- 2017 – Nejmocnější hrdinové Marvelu #12: X-Men, (s Brent Eric Anderson, příběh Co bůh miloval, člověk zabil)
- 2018 – Nejmocnější hrdinové Marvelu #44: Star-Lord, (s Steve Englehart, příběh V kruhu koruny)
- 2018 – Nejmocnější hrdinové Marvelu #46: Captain Britain, (s John Byrne, Herb Trimpe a dalšími)
- 2018 – Nejmocnější hrdinové Marvelu #53: Captain Marvel (Carol Danversová), (s Gerry Conway a John Buscema, příběh Bojovnice každým coulem)
- 2019 – Nejmocnější hrdinové Marvelu #71: Profesor X, (s John Byrne a dalšími)
- 2019 – Nejmocnější hrdinové Marvelu #72: New Mutants, (s Bob McLeod a Bill Sienkiewicz)
- 2019 – Nejmocnější hrdinové Marvelu #76: Excalibur, (s Alan Davis)
- 2019 – Nejmocnější hrdinové Marvelu #78: Alpha Flight, (pouze spoluautor sešitu X-Men (Vol. 1) #120, s John Byrne)